# Klaus Müller (Historiker)
Klaus Müller (* 13. Mai 1936 in Siegen; † 3. Juni 2022) war ein deutscher Historiker und emeritierter Hochschullehrer.

## Leben
Klaus Müller studierte Geschichte und Anglistik an den Universitäten Marburg, Bonn und Hull. 1962 promovierte er in Bonn. 1970 habilitierte er sich ebenfalls in Bonn. Von 1971 bis 1999 war er Professor für Neuere Geschichte an der Universität Düsseldorf.
Müller lebte in Korschenbroich. Er starb 2022 im Alter von 86 Jahren und wurde auf dem Kölner Melaten-Friedhof beigesetzt.

## Schriften (Auswahl)
Als Autor:
- Politische Strömungen in den rechtsrheinischen Kreisen des Regierungsbezirkes Köln (Sieg, Mülheim, Wipperfürth, Gummersbach und Waldbröl) von 1879 bis 1900. Bonn 1962 (zugleich: Dissertation, Universität Bonn, 1962).
- Das kaiserliche Gesandtschaftswesen im Jahrhundert nach dem Westfälischen Frieden (1648–1740). Röhrscheid, Bonn 1976 (zugleich: Habilitationsschrift, Universität Bonn, 1970).
- Köln von der französischen zur preußischen Herrschaft 1794–1815 (= Geschichte der Stadt Köln. Bd. 8). Greven, Köln 2005.
- Jan Wellem. Ein Barockfürst in Düsseldorf (= Radschläger-Reihe. Bd. 2). Droste, Düsseldorf 2008.
- Ferdinand Franz Wallraf. Gelehrter, Sammler, Kölner Ehrenbürger 1748–1824. Hrsg. von der Historischen Gesellschaft Köln, Greven, Köln 2017, ISBN 978-3-77430680-6.

Als Herausgeber/Bearbeiter:
- (Bearbeiter) Absolutismus und Zeitalter der Französischen Revolution (1715–1815) (= Quellenkunde zur Deutschen Geschichte der Neuzeit von 1500 bis zur Gegenwart. Bd. 3). Wissenschaftliche Buchgesellschaft, Darmstadt 1982.
- (Herausgeber) Quellen zur Geschichte des Wiener Kongresses 1814/1815 (= Ausgewählte Quellen zur deutschen Geschichte der Neuzeit. Bd. 23). Wissenschaftliche Buchgesellschaft, Darmstadt 1986.
- (Bearbeiter) Neuss (= Rheinischer Städteatlas. Bd. 49). Böhlau, Köln 2011, ISBN 978-3-412-20589-8.[4]
- (Bearbeiter) Düsseldorf (= Rheinischer Städteatlas. Bd. 100). Böhlau, Köln 2015, ISBN 978-3-412-22523-0.